# Леко метро
Лекото метро е разновидност на метрополитена. Представлява скоростен извънуличен релсов транспорт, разположен предимно по наземни и надземни трасета. Възможно е изграждането на малък на брой подземни участъци и станции. Намира се на границата между скоростния трамвай и подземния трамвай, от една страна, и метрото, от друга.
В различните държави се обозначава по различен начин: с буквата L (Light Metro) или с обозначението Л1 (в Московското метро).

## Характеристики
Независимо от близостта си със скоростния трамвай, най-важното отличие е същността на подвижния състав: влаков, а не трамваен. Тъй като е разновидност на метрополитена, трасетата обикновено се разминават на различни нива с останалите участници в движението, за разлика от трамвайните (дори скоростни, обособени), при които се допуска разминаване на едно ниво.
Другото различие е, че на лекото метро функционира същата автоматика, както и в класическия метрополитен, а при скоростния трамвай автоматиката е опростена.
Линии на леко метро се изграждат в градове или градски райони, за които проучванията показват, че в обозримо бъдеще (в рамките на 20 години) няма да възникнат пътникопотоци, необходими за класическо, подземно метро. Пътникопотокът, който може да се обслужва от лекото метро е в рамките на 15-25 хил. души на час. Трасетата могат да имат много по-стръмни наклони и по-малки радиуси, в сравнение с класическото метро. Станциите обикновено се изграждат с по-малка дължина – 50-90 м – и по-малка ширина – до 8 м. Въпреки това, ако се сметне, че с времето трасето би могло да прерасне в класически метрополитен поради нараснал пътникопоток, е възможно дължината и ширината на станциите да бъде напълно съвместима с подземния метрополитен.

## Преимущества и недостатъци на системата

### Преимущества
- Строителството на наземни и надземни станции и трасета е много по-евтино от строителството на подобни такива за подземното метро. Според международни статистики 1 км подземен тунел метро, строен по закрит способ, възлиза на 70–80 млн. долара, по открит способ – на 50 млн. долара (по цени от 2006 г.). В същото време строителството на 1 км леко метро обикновено възлиза на 15–25 млн. долара.
- Няма парализиране на наземния транспорт при изграждането на огромни котловани и бавното строителство на подземни линии.
- Не възникват характерните проблеми с вентилацията и поддръжката ѝ на подземните участъци и станции, поради малката им дължина.

### Недостатъци
- Поради наземния (открит) характер на линиите при пресичане на други градски магистрали се налага изграждането на естакади или тунели за автомобилния транспорт.
- Поради наземния и надземен характер на трасетата те заемат ценно пространство от улиците, поради което могат да доведат до намаляване пропускателната способност на градската магистрала и дори до запушване трафика, особено на ключови кръстовища.
- Поради открития характер на трасетата (въпреки изграждането на шумоизолиращи платна) шумът от преминаващите влакове е много голям. Особено некомфортно могат да се почувстват жителите, живеещи недалеч от трасетата, преминаващи на естакади на височина 5–8 м, на равнището на втория етаж.
- Студ и обледеняване на съоръженията и откритите станции през зимния сезон.
- Допълнителни експлоатационни разходи на съоръженията и подвижния състав поради открития характер на експлоатацията. В крайна сметка тези допълнителни разходи до голяма степен могат да обезсмислят евтината цена на строителството.

## Безпорядък при международната класификация
Въпреки общоприетите термини: метро и метрополитен, в различните страни под тях могат да се разбират различни неща.
В някои страни като метро се класифицира целият градски електротранспорт.
Безпорядък възниква и когато операторът възприеме различно от проектното название на изгражданата система или тя в хода на строителството е изменила своя характер. Например откритата през 2007 г. в Мадрид нова градска релсова система е наречена Ligero, което се превежда като леко метро, но по същество е скоростен трамвай. Друг подобен пример е Копенхагенското метро: то се води класическо подземно метро, но влаковете му са дълги само 39 м, а станциите са по-къси от стандартните. Следователно би трябвало да се нарече леко метро. Във Виена (Австрия), линията на метро U-6 се обслужва от трамваен подвижен състав и на практика представлява метро-трамвай. Има дори градове, в които като метро са обозначени частично подземни линии на градски фуникулер.
Поради постоянно усъвършенстващия се подвижен състав и неговия близък външен вид, в някои градове скоростният трамвай е наречен леко метро. По този начин се търси изкуствена престижност на града.
В Западна Европа съществува и понятието LRT (Light rail transit) – лекорелсов транспорт, което обаче не съвпада напълно с лекото метро. LRT е много по-широко понятие, намиращо се на границата между скоростния трамвай и лекото метро. Едно от доста размитите определения го определя като „Скоростни електрифицирани железопътни системи, обособени от останалите участници в движението, но допускащи пресичане на едно ниво и дори улично движение, в това число трамвайно-пешеходни зони“. Допустимо натоварване на ос – до 7,5 т (за разлика от метрото – 15 т), обслужван пътникопоток: 15 000 – 20 000 пътника/час. В линиите LRT могат да бъдат включвани малко използвани жп участъци.